# (2729) Urumqi
(2729) Urumqi ist ein Asteroid des Hauptgürtels, der am 18. Oktober 1979 am Purple-Mountain-Observatorium in Nanjing entdeckt wurde. 
Benannt ist der Asteroid nach der Stadt Ürümqi, Hauptstadt des chinesischen Autonomen Gebiets Xinjiang.